# قائمة بحيرات إيران
بحيرات إيران تُعَد البحيرات وكافة تجمعات المياه الراكدة بيئة طبيعية متميزة عن مياه الأنهار من عدة نواحي أولها قلة الرسوبيات والنباتات. ثم إن هناك بحيرات مالحة، مرة، وبعضها الآخر عذب، وبعضها يقع على ارتفاعات شاهقة والآخر في مستويات منخفضة، أو حتى على الشاطئ، أو في بيئة قارية متميزة بالتطرف الحراري كالصحراء، والقطب البارد. وتمتلك جمهورية إيران مجموعة من البحيرات ذات المياه العذبة كبحيرة أوان وبحيرة نئور وبحيرة ولشت وبحيرات المياه المالحة كبحيرة نمك، كما توجد في إيران أكبر بحيرة في العالم وهي بحيرة قزوين أو كما يُطلق عليها (بحر قزوين) بالإضافة إلى احتضانها أكبر بحيرة ملحية في الشرق الأوسط كبحيرة أرومية  كما توجد على أراضيها أحد أكبر مصدر للمياه العذبة في العالم وهي بحيرة زريبار.

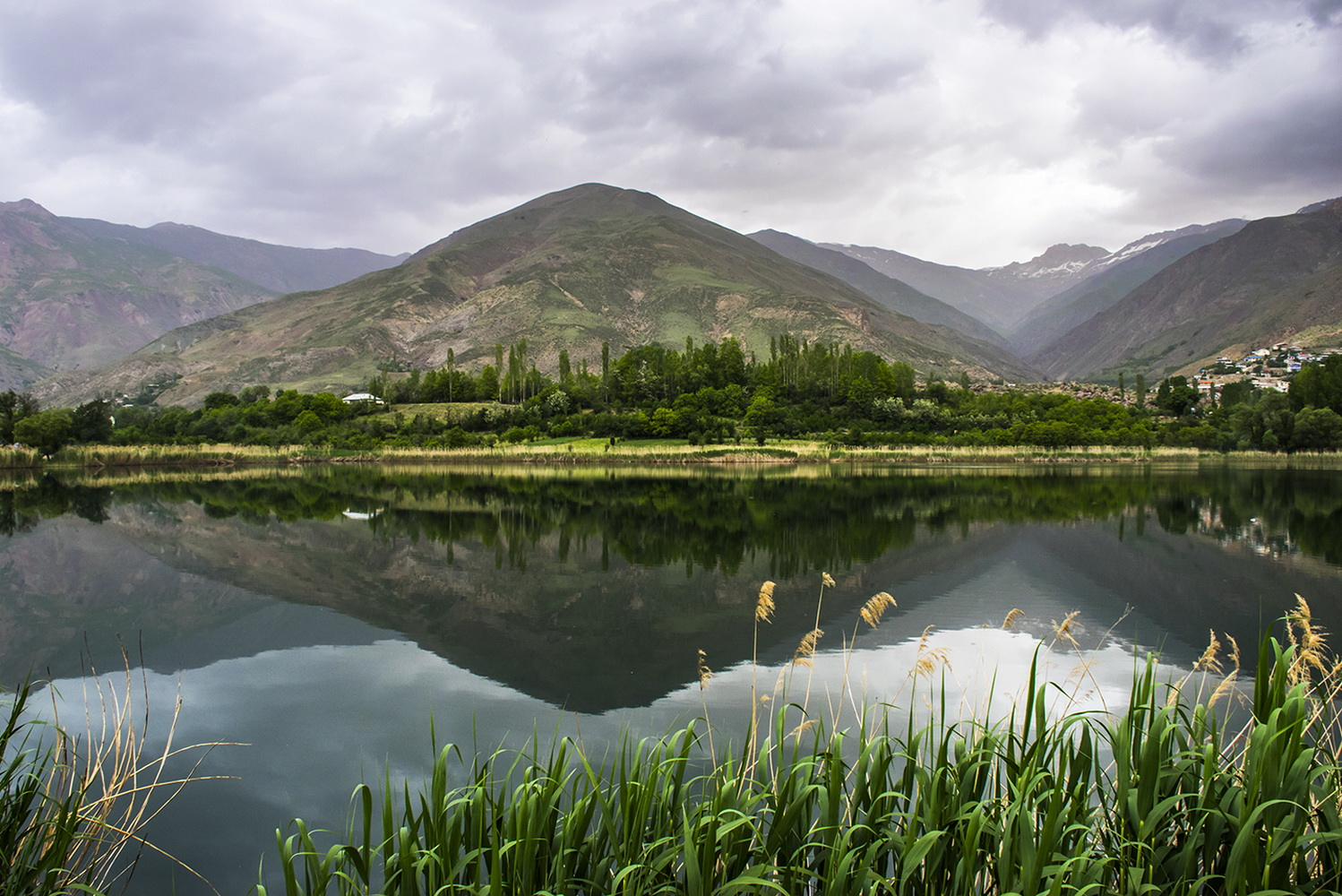
بحيرة أوان والبالغة مساحتها سبعين ألف متر مربع وعلى ارتفاع 1800 متر عن سطح البحر

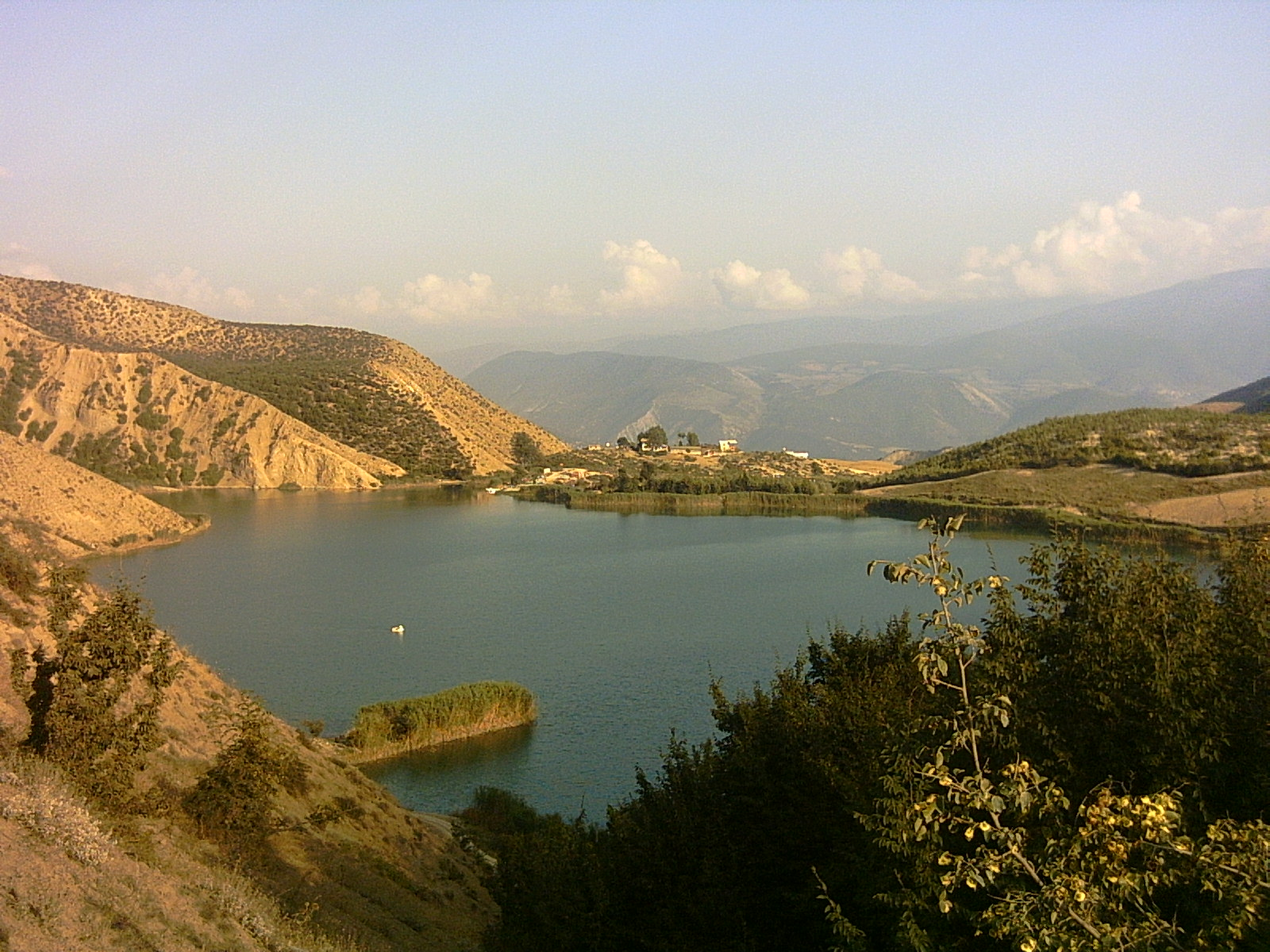
بحيرة ولشت الطبيعية

## نبذة عن أهم بحيرات إيران
- بحيرة قزوين: أو بَحَر قَزْوِينْ (باللاتينية: Mare Caspium)[بحاجة لمصدر] وكذلك يُطلَق عليها ايضاً أسماء أخرى منها بحيرة خزر وبحيرة كاسبيان حيث تُلّفِق بين ميزات البحار وصفات البحيرات مثلما تُعتبَر ايضاً أضخم وأكبر المسطحات المائية المغلقة في العالم بحيث تصل مساحتها إلى أكثر من (463000) كيلومتر مربع وهذه الميزة الإستثنائية تحوِلُها إلى أكبر وأمثل ملاذ تلتجئ اليها مجموعة نادرة من الطيور والحيوانات والأسماك لا سيما أسماك الكافيار. فضلاً عن حجم مُهيب تتمتع به بحيرة قزوين تُعَد ايضاً من أجمل بحيرات العالم حيث تخلق للسياح المستقطبين اليها من أرجاء العالم مناظر طبيعية للشواطئ الرملية فائقة الجمال والمياه الشاسعة.[11][12][13][14][15][16][17]

بحر قزوين في إيران

- بحيرة أرومية: (بالإنكليزية: URMIA) تُعتبَر هذه البحيرة أكبر بحيرة ملحية في الشرق الأوسط وسادس أكبر بحيرة مالحة متوفرة على الكرة الأرضية وتُعدَ محمية بوصفها منتزه وطني من قبل وزارة البيئة الإيرانية. تقع هذه البحيرة في الجزء الشمالي الغربي من إيران، بين محافظات أذربيجان الشرقية وأذربيجان الغربية في جنوب بحر قزوين.

 مياه بحيرة ارومية غنية بالأملاح الطبيعية والطين التي يستخدمها المرضى الذين يعانون من مشاكل جلدية وروماتيزمية كما يجتذب أليها السياح الراغبين في الاستفادة من حمامات الطين. لأنّ العلاج بالطين يُعتبَر واحدة من التقنيات العلاجية التي يتم إستخدامها جزءاً من الطرق الطبية الطبيعية ويرجع تاريخها إلى أكثر من 200 سنة.

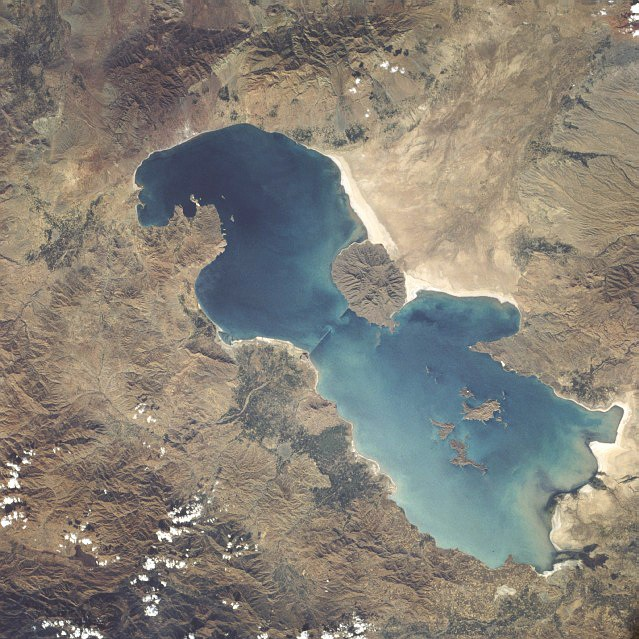
صورة من الأقمار الصناعية لبحيرة أرومية عام 1984م

- بحيرة أوان: هي بحيرة خلابة وفريدة بالقرب من مدينة قزوين في إيران والتي تُعتبَر من المناطق السياحية في شمال البلاد، تُحاط بحيرة أوان بأربع قرى  وهي (أوان) و (زرآباد) و (ورين) وقرية (زواردشت).[18] تبلغ مساحة البحيرة أكثر من سبعين ألف متر مربع وتقع على ارتفاع 1800 متر عن سطح البحر، يصل طول البحيرة في ضلعها الطويل إلى 325 متراً وعرضها 275 متراً كما ويقع في الجنوب الشرقي من البحيرة  أكثر اجزائها عمقاً والذي يصل إلى 7.5 متر. كما وتُعَد العيون الجوفية إحدى أهم الموارد المائية التي تغذي هذه البحيرة التي تتمتع بكون مائها عذب وذلك بسبب غليان الماء فيها.[19] في الشتاء ونتيجة لبرودة الجو فان سطح البحيرة يتجمد ويصبح مكاناً ملائماً لبعض الرياضات الشتوية مثل التزحلق على الجليد اما في اوقات أخرى فيستفيد المزراعون من مياه نهر صغير يتشكّل أحياناً من فيضان ماء البحيرة.[20]
- بحيرة زريبار: تُعتبَر أحد أكبر مصدر للمياه العذبة في العالم وفي إيران [21] حيث انها تتشكل من عدة ينابيع تنبع من أطرافها وتصب فيها ولم تصب في البحيرة اية مياه قادمة من اماكن أخرى، وهي محاطة بالغابات الكثيفة، وغالباً ما يتجمد سطح البحيرة في فصل الشتاء، تبلغ مساحة البحيرة 720 هكتاراً اما ارتفاعها فيبلغ 1285 متراً عن سطح البحر، وطولها 6 كيلومترات وعرضها من 1700 إلى 3000 متر، وأعمق نقاطها يصل إلى 6 أمتار. كما ان حجم المياه في البحيرة متغير طوال العام من 22.5 مليون متر مكعب وحتى 47.5 مليون متر مكعب. كما وتحضى هذه البحيرة بجميع معايير وشروط البحيرات الدولية.[22][23][24]

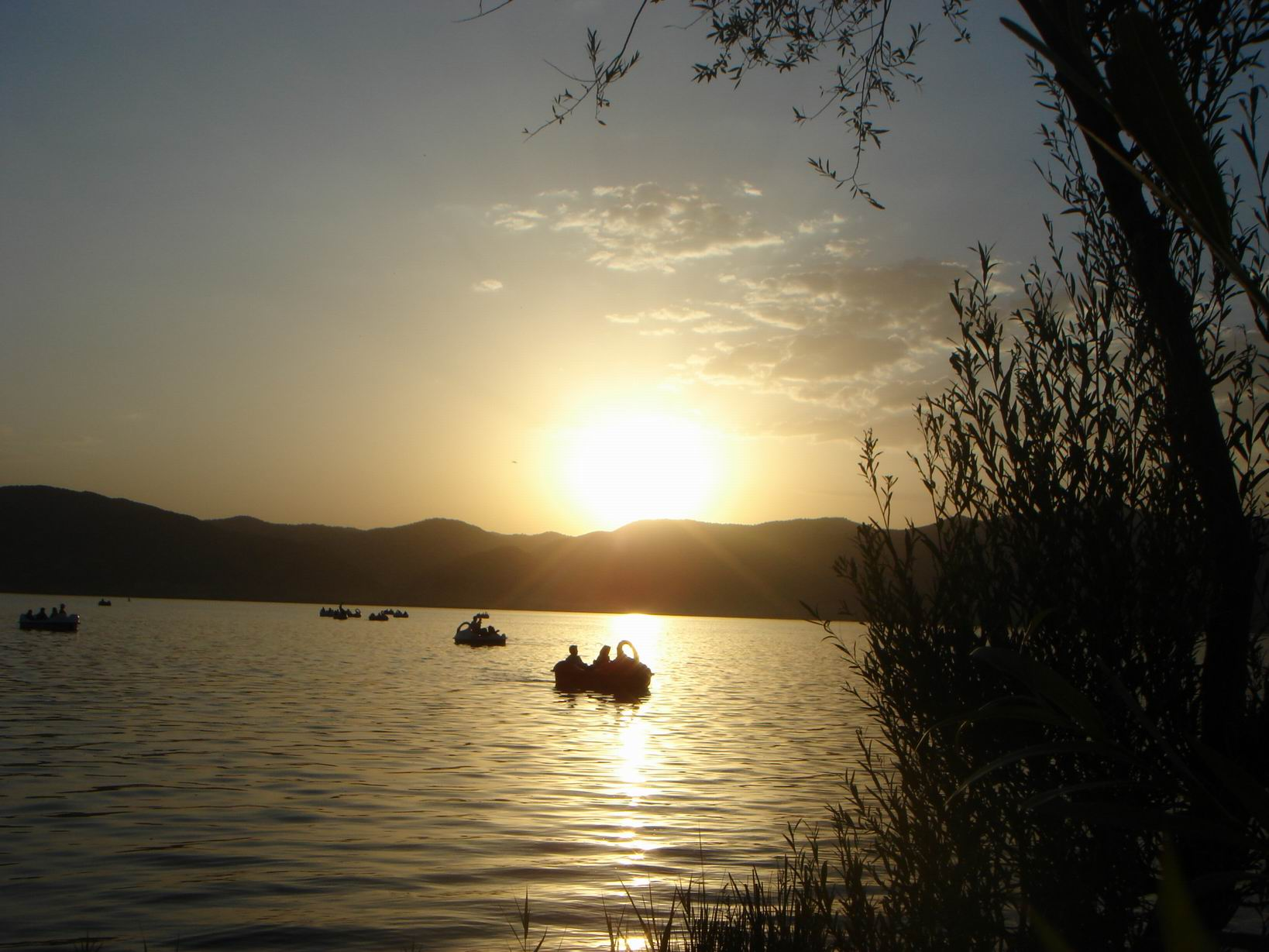
بحيرة زريبار الطبيعية، والتي تُعَد احدى أكبر مصدر للمياه العذبة في العالم

- بحيرة كهر: هي إحدى أهم البحيرات الجبلية في إيران، والواقعة بين سلسلة جبال اشترانكوه بمدينة لرستان. كما وتُعَد أكثر بحيرات إيران ارتفاعاً عن سطح البحر حيث يبلغ ارتفاعها 2350 متراً عن سطح البحر، كما وتبلغ مساحتها 100 هكتار.[25][26] ويقول الخبراء إن هذه البحيرة نشأت إثر هزة أرضية عنيفة ضربت هذه المنطقة في العهود السالفة فهي على شكل هوة كبيرة تجتمع فيها مياه الأمطار ومياه الثلوج التي تذوب في فصل الصيف، وإضافةً إلى مياهها العذبة فهي محاطة بالأشجار الشاهقة والمراتع الخضراء وحولها العديد من الأنهار الجارية والغابات.[27]

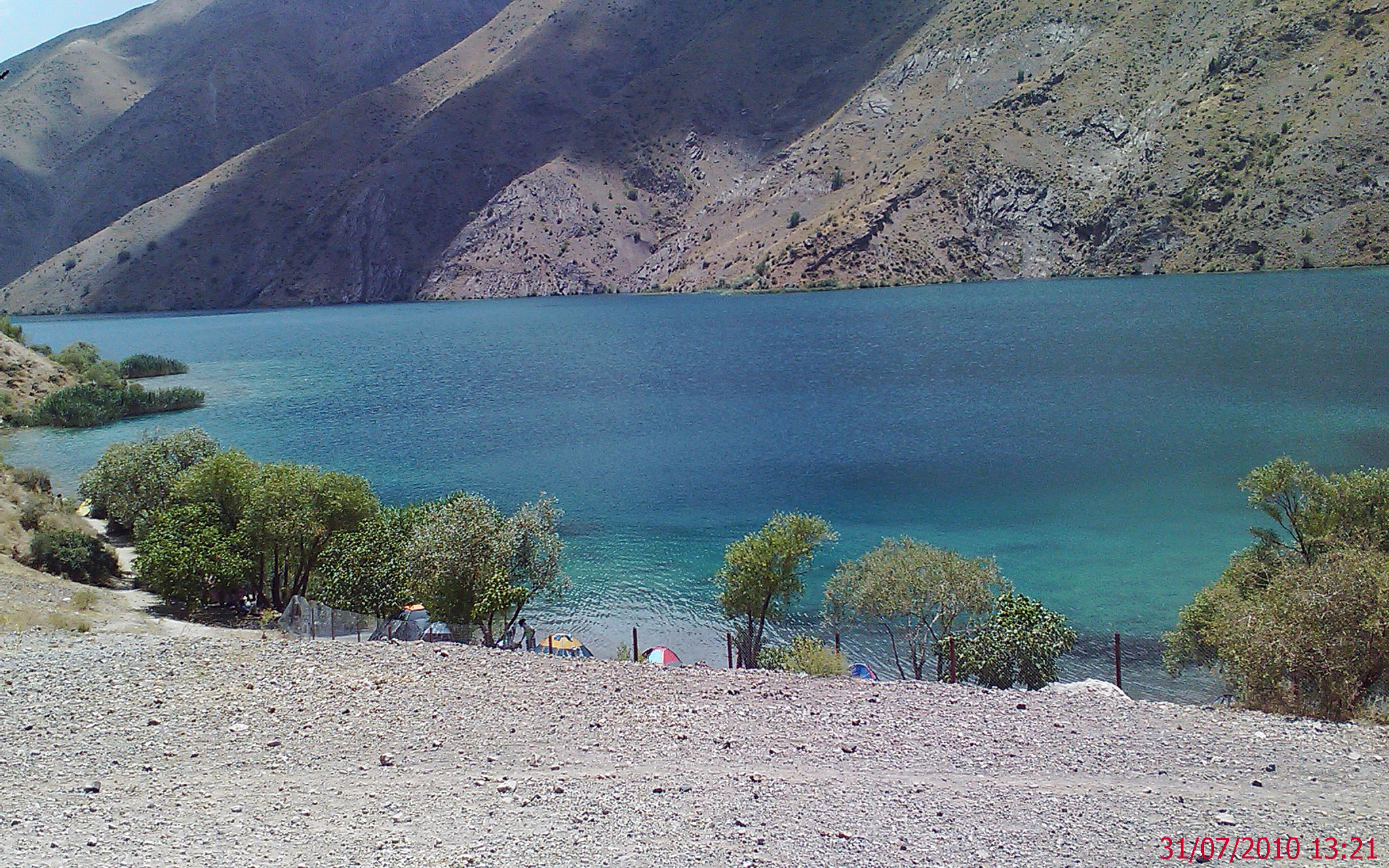
بحيرة كهر الجبلية ذات المياه العذبة

- بحيرة نئور: أو نيور [28] هي بحيرة مياه عذبة والتي تُعَد أكبر بحيرة مياه عذبة في مدينة اردبيل في إيران. وتقع هذه البحيرة على سفح وادي باغيرو ويبلغ ارتفاعها عن سطح البحر 2500 متر، كما تبلغ مساحتها 210 هكتارات ومتوسط عمقها 5 أمتار. وتُعتبَر هذه البحيرة واحدة من أجمل البحيرات في إيران.[29]

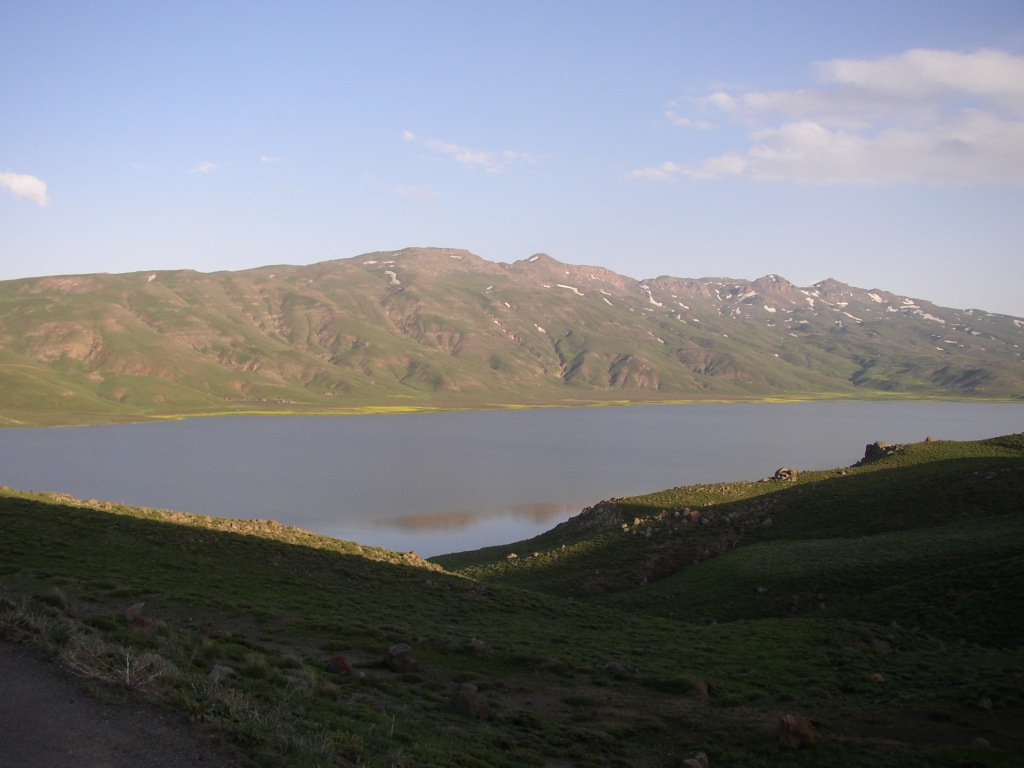
بحيرة نئور ذات المياه العذبة في إيران

- بحيرة ولشت: هي من أهم البحيرات الطبيعية ذات المياه العذبة في إيران[30] والتي تتدفق مياهها من العيون الجوفية، حيث تُعَد واحدة من عشر بحيرات ماء عذب في البلاد.[31] تبلغ مساحة هذه البحيرة 150 ألف متر مربع وبعمق 20 متر، ويُقَّدَر منسوب المياه فيها حوالي ثلاثة ملايين متر مكعب.[5][6] تقع هذه البحيرة في عمق التلال الشرقية لمدينة كلاردشت بالقرب من قرية سما. ولعذوبة مياهها تُعتبَر البحيرة مكاناً ملائماً للطيور المهاجرة وكذلك الأسماك وسائر المائيات.[11][32]

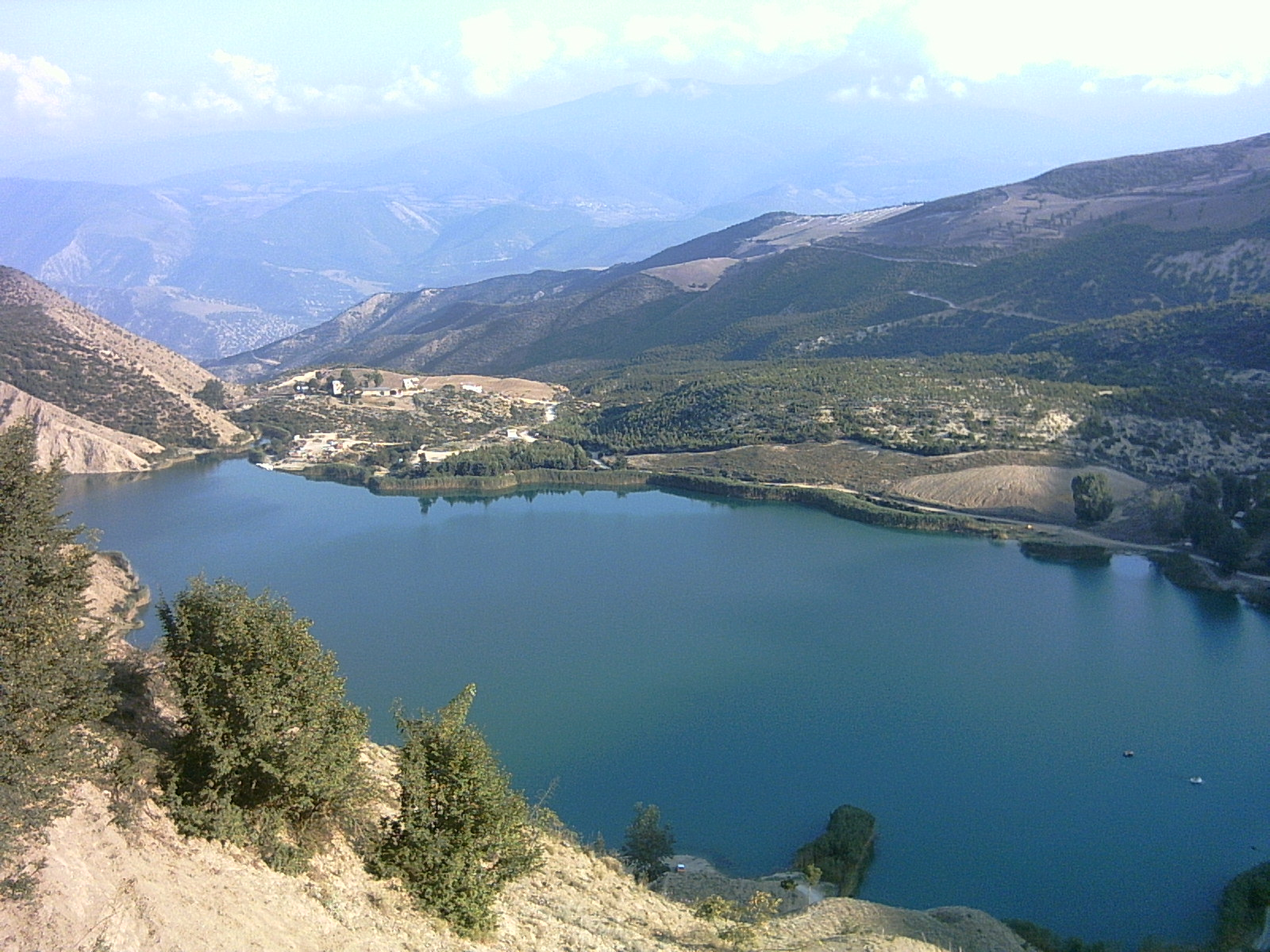
بحيرة ولشت الطبيعية في كلاردشت

- بحيرة تار:[33] هي بحيرة طبيعية جبلية ذات مياه عذبة والتي تُعَد واحدة من المناطق الطبيعية الوطنية في إيران كما وتُعتبَر من المناطق السياحية المثالية في مدينة دماوند الواقعة في شرق العاصمة طهران حيث تحاصرها سلسلة جبال البرز. وتقع هذه البحيرة الطبيعية على بعد 15 كم شرق مدينة دماوند، وعلى ارتفاع أكثر من 3000 متر فوق مستوى سطح البحر.[بحاجة لمصدر] كما وان مساحتها تبلغ سبع كيلومترات مربع. وهناك قصص كثيرة واساطير قديمة حول هذه البحيرة منها ان هناك ميزات سحرية للبحيرة لمن يبات عندها كما ويُقال ايضاً ان هناك كنوزاً دفينة في صميم البحيرة وضواحيها.[34]
- بحيرة تمي: هي واحدة من أكبر وأجمل البحيرات الجبلية الإيرانية لا سيما بالنسبة لزوار جنوب إيران ومحافظة خوزستان، تقع بحيرة تمي في شمال محافظة خوزستان وفي المنطقة الجبلية لمدينة سردشت وعلى بعد 147 كيلومتر عن مدينة دزفول على سفوح جبل كينو الجميل جداً. وبسبب موقعها الجغرافي الخاص التي تقع فيه البحيرة فهي تُعتبَر بحيرة مغلقة ولا يعيش فيها أي نوع من الحيوانات المائية وتأتي مياهها عبر ذوبان الثلوج التي تغطي الجبال المحيطة بالبحيرة ولا تفارقها إطلاقاً. ان المراتع والسهول والمروج الخصبة الواسعة والأشجار الخضراء الكثيفة المتنوعة لا سيما أشجار البلوط هي التي تحيط بالبحيرة وتزيد من جمالها وتعطيها مناظر طبيعية ساحرة مثلما تضفي هذا السحر وجود خيام العشائر حينما يُريدونَ الهجرة من المناطق الحارة إلى المناطق الباردة.[11]

## معرض الصور

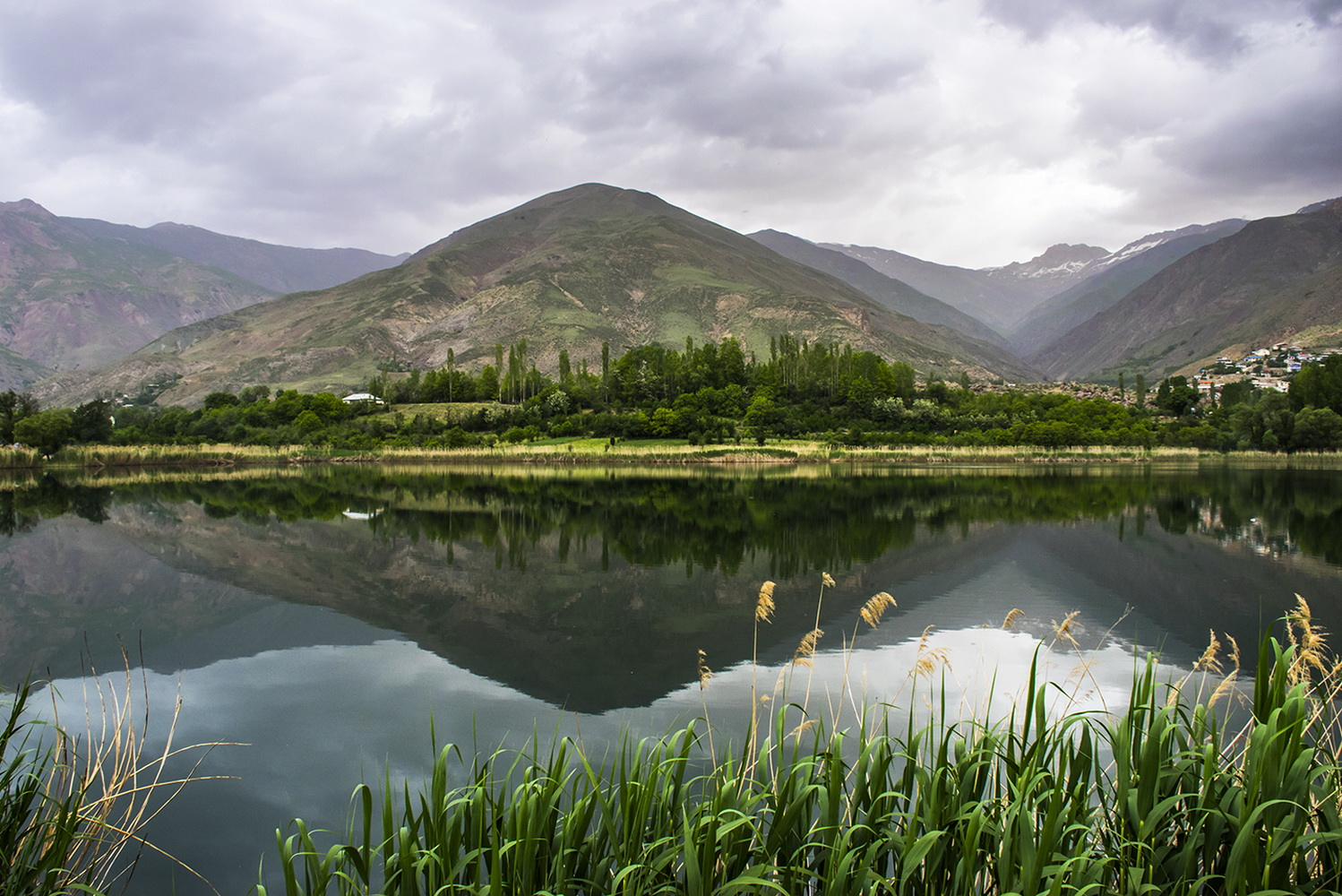
بحيرة أوان والبالغة مساحتها سبعين ألف متر مربع وعلى ارتفاع 1800 متر عن سطح البحر

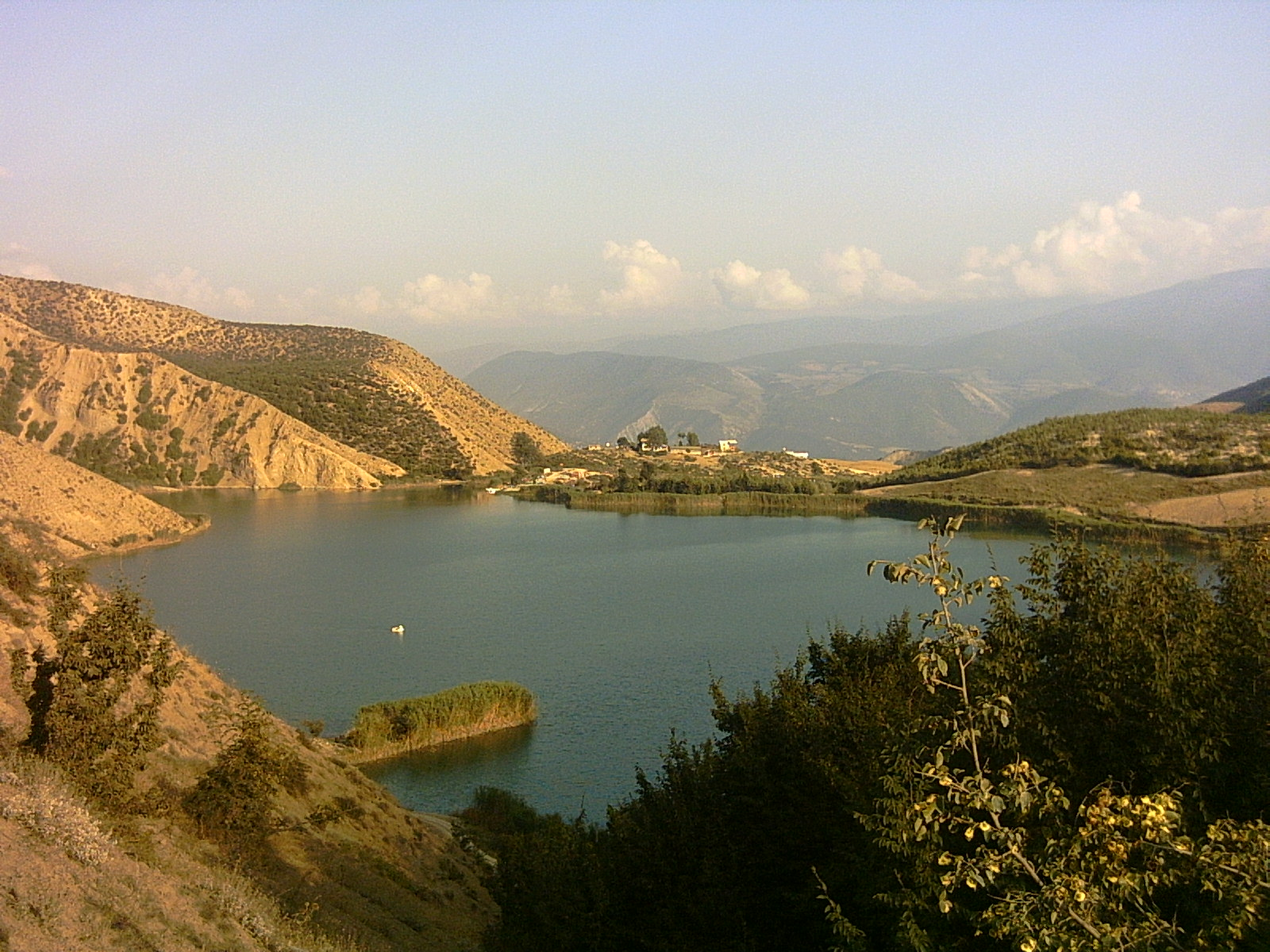
بحيرة ولشت الطبيعية

بحر قزوين في إيران

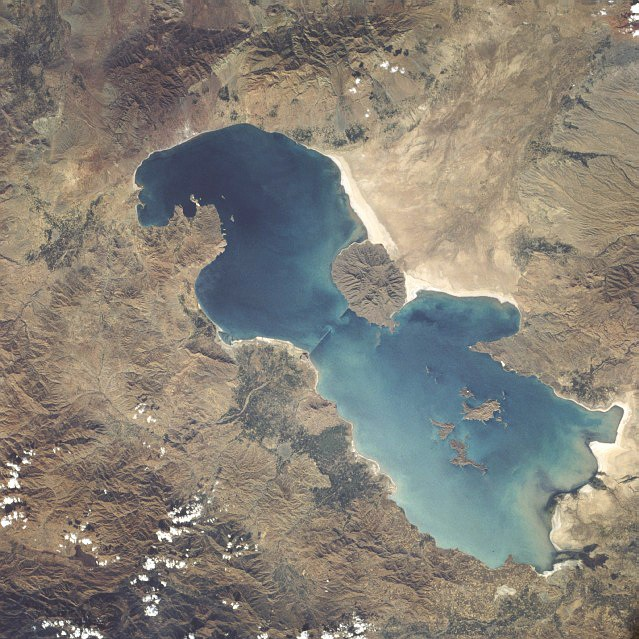
صورة من الأقمار الصناعية لبحيرة أرومية عام 1984م

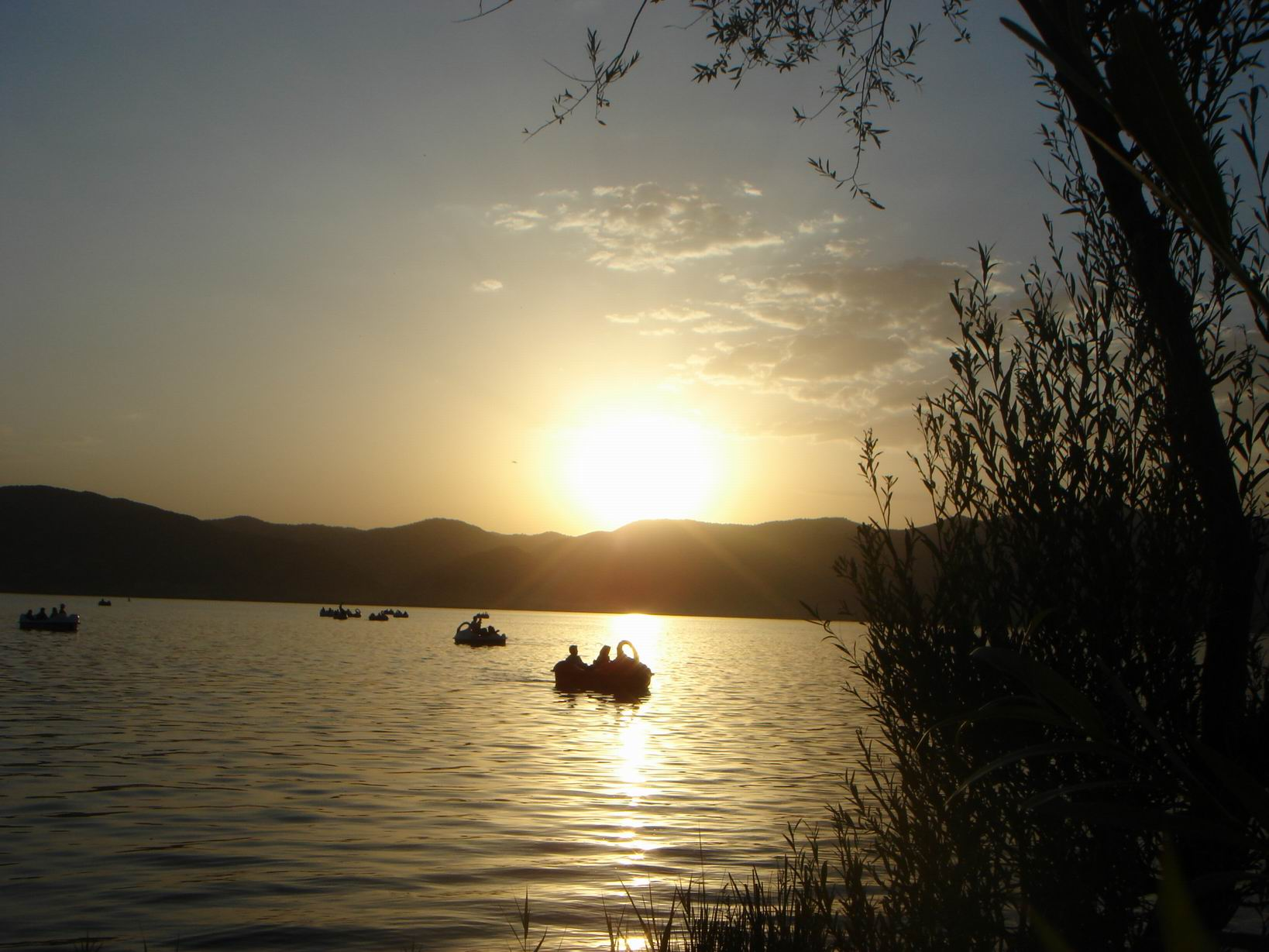
بحيرة زريبار الطبيعية، والتي تُعَد احدى أكبر مصدر للمياه العذبة في العالم

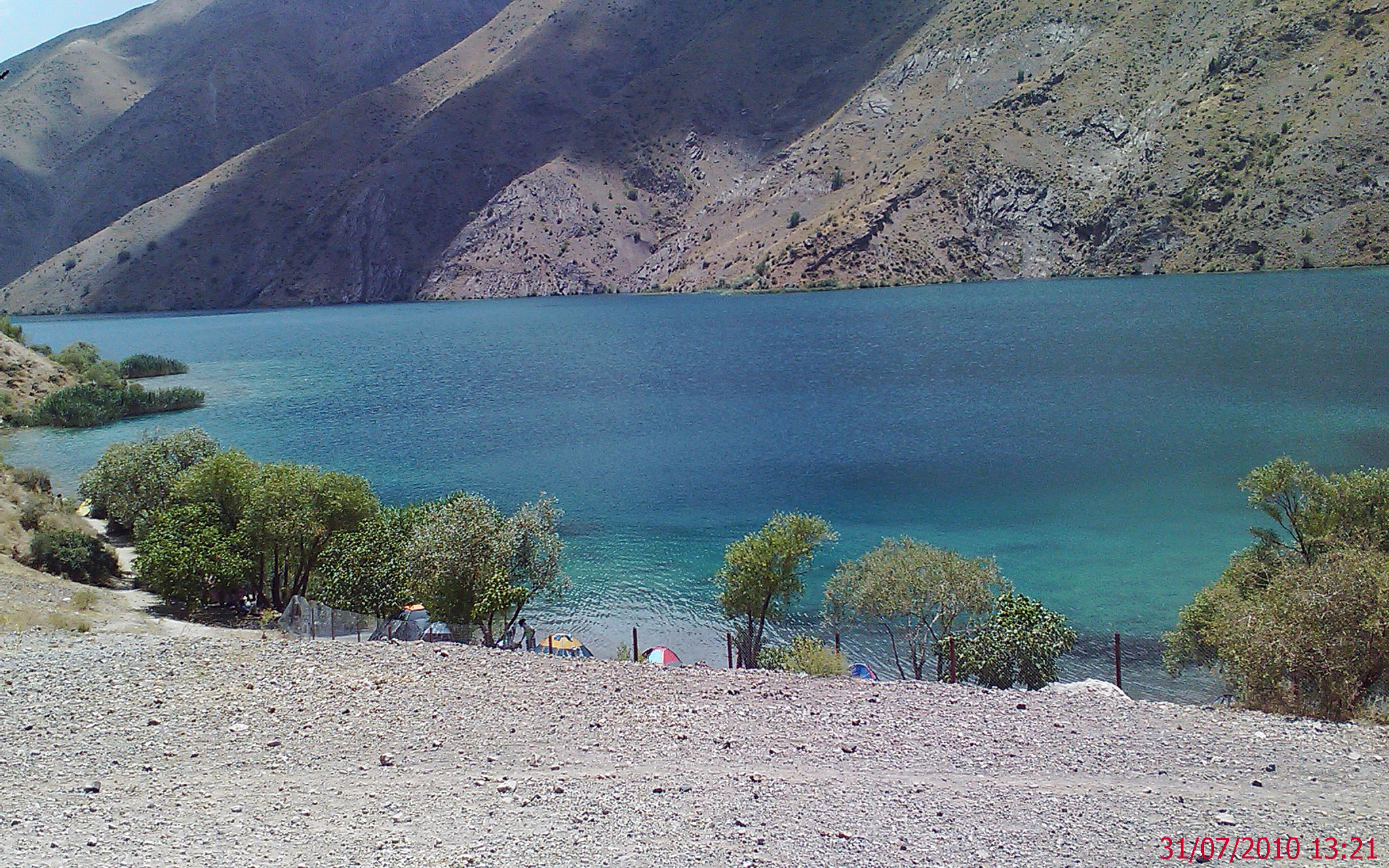
بحيرة كهر الجبلية ذات المياه العذبة

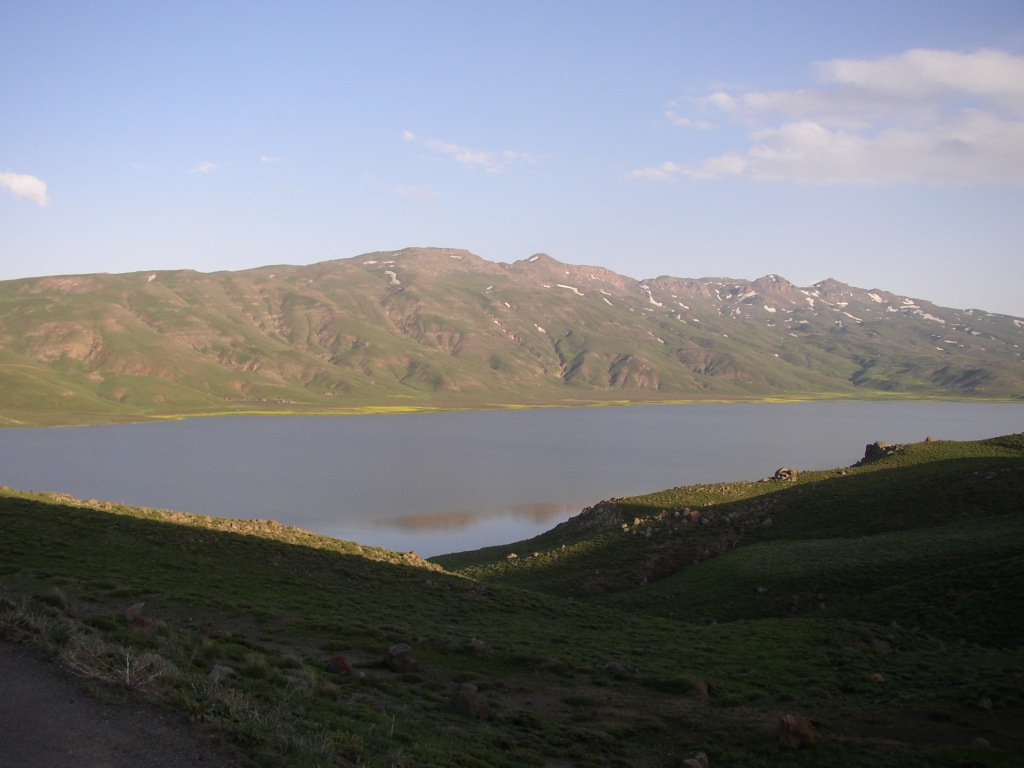
بحيرة نئور ذات المياه العذبة في إيران

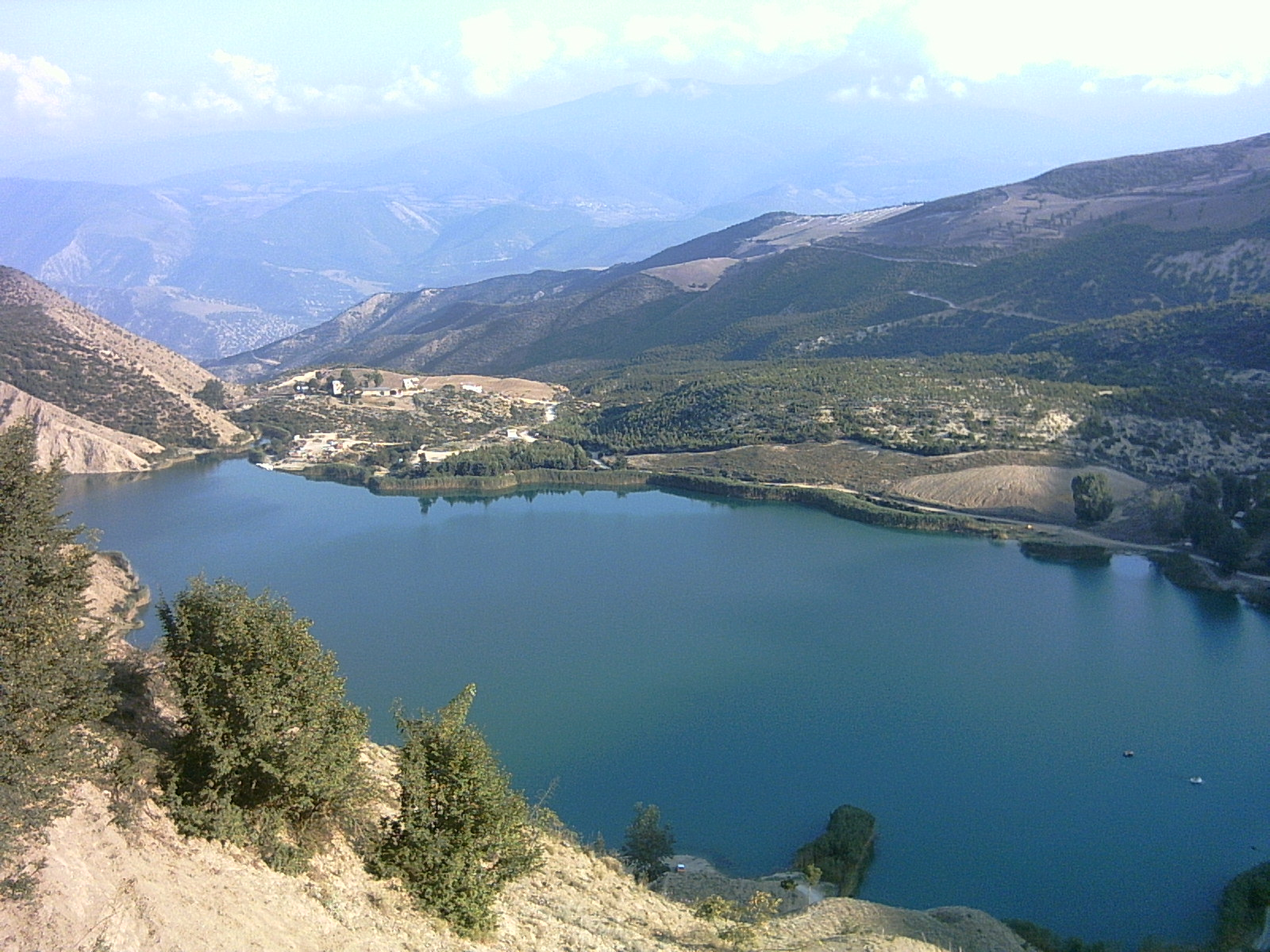
بحيرة ولشت الطبيعية في كلاردشت

## قائمة بحيرات إيرن
- بحيرة کافتر
- بحيرة آلا گل
- بحيرة آجی گل
- بحيرة ارومیه
- بحيرة کیو
- بحيرة كهر
- بحيرة بلومان
- بحيرة گهر کوه کلا
- بحيرة شط تمی
- بحيرة نمك
- بحيرة بختگان
- بحيرة تنگلی
- بحيرة هامون جازموریان
- بحيرة هامون
- بحيرة طشك
- بحيرة مهارلو
- بحيرة ولشت
- بحيرة شورمست
- بحيرة تار
- بحيرة قوری گل
- بحيرة گل رامیان
- بحيرة الوبوم
- بحيرة أوان
- بحيرة بزنگان
- بحيرة زریبار
- بحيرة هامون پوزك
- بحيرة نئور
- بحيرة پریشان

## بحيرات السدود
- بحيرة سد ارس
- بحيرة سد بوکان
- بحيرة سد مهاباد
- بحيرة سد ملاصدرا
- بحيرة سد کرج
- بحيرة سد لتیان
- بحيرة سد دز
- بحيرة سد گتوند
- بحيرة سد گلپایگان
- بحيرة سد سیوند

## طالع ايضاً
- قائمة البحيرات حسب المساحة
- قائمة بحيرات العراق
- بحيرة أوان
- بحيرة كهر
- بحيرة تار
- بحيرة زريبار
- بحيرة نئور
- بحيرة ولشت